# 魯薩基 (基輔州)
51°1′13″N 29°57′17″E / 51.02028°N 29.95472°E
魯薩基（烏克蘭語：Русаки）是位於烏克蘭北部的村莊，由基辅州维什霍罗德区的伊萬基夫市鎮負責管轄。該村面積1.8平方公里，海拔高度127米，2001年人口344，人口密度每平方公里191.11人。